# Gil Won-ok
Gil Won-ok   (Huichon, 30 de novembre de 1928 - Inchon, 16 de febrer de 2025) també coneguda com l'àvia Gil, va ser una activista coreana que es va veure obligada a convertir-se en una dona de conhort durant la Segona Guerra Mundial Va dedicar la seva vida a exigir reparacions i una disculpa oficial al Japó per la violència sexual militar que va afectar més de 200.000 dones a la guerra.
El 1940, amb tretze anys, Gil va pujar a un tren cap a una fàbrica japonesa on se li va prometre feina. En lloc d'entrar a una fàbrica, van dur-la a Harbin, i la van manar cap a una casa de conhort a l'hivern de 1940 on, dels tretze als divuit anys, va ser agredida sexualment repetidament per soldats japonesos. Durant els anys que Gil va ser víctima de l'esclavitud sexual militar, va contreure la sífilis, que va generar tumors al seu cos, i va haver de passar quatre cirurgies. Les complicacions de la cirurgia van fer que els metges li fessin una histerectomia que la va deixar estèril. Després de la guerra, Gil va intentar tornar a casa a Corea del Nord, però es va trobar la frontera tancada. Gil mai no va poder tornar a casa. Més tard va muntar una parada de menjar i va vendre makgeolli, un tipus de vi d'arròs coreà.
La salut de Gil va disminuir en els seus darrers anys a causa de la malaltia d'Alzheimer, i va morir a casa seva a Inchon el 16 de febrer de 2025, a l'edat de 96 anys.